# Lamu (distrikt)
Lamu är ett av Kenyas 71 administrativa distrikt, och ligger i provinsen Kustprovinsen. År 2019 hade distriktet 143 920 invånare. Huvudorten är Lamu. Bland andra orter finns Kiunga och Mpeketoni.